# یولیا ولکوا
یولیا الگوونا ولکاوا (به روسی: Юля Олеговна Волкова) (زاده ۲۰ فوریه ۱۹۸۵، روسیه). خوانندهٔ گروه موسیقی پاپ تتو است که بیشتر با نام جولیا ولکوا شناخته می‌شود.

## زندگی‌نامه

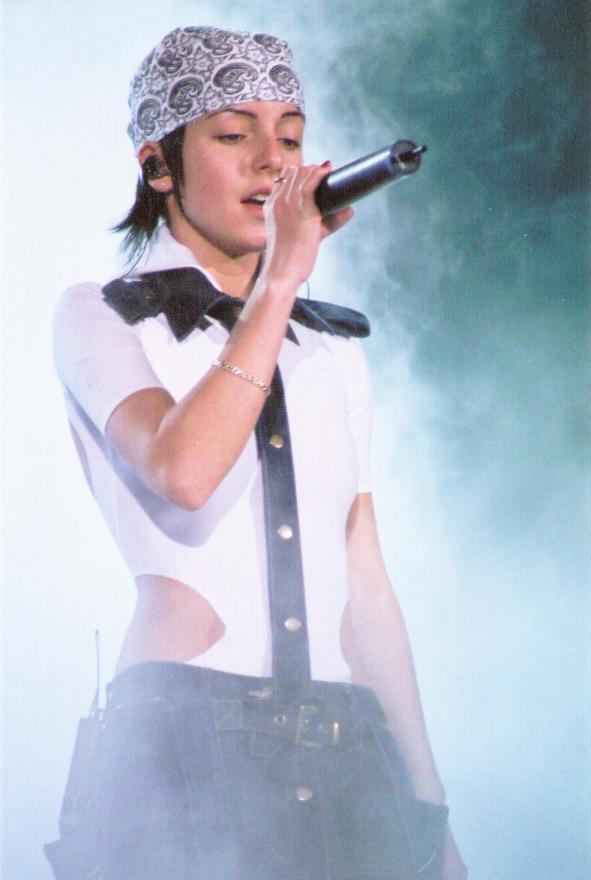
یولیا ولکوا

ولکوا تنها فرزند خانواده است، در مسکو در خانواده‌ای با سطح متوسط رشد کرد. پدرش اولِگ ولکوا یک تاجر و مادرش لاریسا ولکوا آرایشگر می‌باشد. ولکوا در ۶ سالگی در مدرسهٔ موسیقی ثبت نام کرد و شروع به یادگیری نواختن پیانو کرد. وقتی ۹ ساله بود به گروه کر کودکان روسی، Neposedi پیوست، جایی که او بعداً خواننده گروه t.A.T.u.، لنا کاتینا را در آن ملاقات کرد.
در ۱۱ سالگی به مدرسهٔ استعدادهای موسیقی کودکان منتقل شد و سه سال بعد Neposedi را ترک کرد تا به تتو ملحق شود. او تأکید که او را به خاطر بدرفتاری از آنجا اخراج کرده‌اند اما نمایندگان Neposedi این را تکذیب می‌کنند، با بیان این موضوع که او مانند سایر اعضا تنها در سن مشخص فارغ تحصیل شد.
در فوریه ۲۰۰۳ بعد از دیده شدن ولکوا در کلینیک سقط جنین در مسکو گزارش شد که او یک سقط داشته است، این موضوع بعدها توسط ولکوا در مجموعهٔ مستند آناتومی تتو در ۲۰۰۳ تأیید شد. ولکوا در ماه مه ۲۰۰۴ اعلام کرد که او از دوست پسر خیلی قدیمی خود، پاوِل سیدوروف حامله بوده که باعث مجادلاتی نیز شد زیرا که سیدوروف از قبل همسر و دختری داشته است. دختر یولیا، ویکتوریا پاو لونا ولکوا در ۲۳ ستامبر ۲۰۰۴ در مسکو به دنیا آمد. یولیا ارتباطش را با سیدوروف قطع کرد.
بعد از جدایی ولکوا و سیدوروف شایعاتی پخش شد مبنی بر این این که قرار است یولیا با عضو سابق گروه Smash!! ولاد توپالوف ازدواج کند یا او با رپر روسی تیماتی قرار می‌گذارد. بعد از آن ولکوا دوستی دراز مدتی با تاجری به نام پرویز یاسینوف داشت. مطبوعات اعلام کردند که ایندو ازدواج کردند و یویلا به خاطر او مسلمان شده، اما یولیا این را رد کرد. حدوداً در ژانویه ۲۰۰۷ گزارش و تأیید شد که یولیا دومین فرزندش را حامله است؛ اولین فرزندش از یاسینوف. ولکوا پسرش سمیر را در ۲۷ دسامبر ۲۰۰۷ در مسکو به دنیا آورد. این زوج اعلام کردند که قرار بوده که در آینده با یکدیگر ازدواج کنند. در ۲۰۱۰ ولکوا تأیید کرد که او و یاسینوف به هم زده‌اند، اما این ادعا که او را از پسرش جدا کرده‌اند را رد کرد. در ۵ ژانویهٔ ۲۰۰۸ تتو یک کنسرت را به دلیل مریضی ولکوا لغو کرد. سایت رسمی اطلاعات دقیقی در مورد مریضی او نداد. رساناها حدس زدند که او دچار افسردگی پس از زایمان شده، یا یک عمل جراحی پلاستیک برای تسحیل لب‌های خود داشته است، اما هیچ‌کدام از اینها تأیید نشد. در ۱۹ ژانویه یک وبلاگ از لنا نامه‌ای دریافت کرد که حال یولیا بهتر شده است و کمی بعد یولیا ظاهر شد و شروع به از سر گرفتن فعالیت‌های عادیش کرد. بسیاری از سایت‌های روسی اعلام کردند که یولیا تتو را ترک کرده و قصد دارد در مارس ۲۰۰۹ فعالیت تکی را آغاز کند. وبلاگ گروه خروج را تکذیب کرد اما اعلام کرد که هر دو آن‌ها از این پس پروژه‌های تک نفره‌ای را خواهند داشت و تتو یک کار تمام وقت نخواهد بود. به هر حال، در اوایل ژانویه آن دو فیلمی را منتشر کردند و اعلام کردند که آن‌ها همچنان با هم می‌باشند قرار است آهنگ‌های بیشتری را در ۲۰۱۰ منتشر کنند.

## ۲۰۰۸ - تا کنون: آلبوم تک نفرهٔ آینده
بعد از تولید آلبوم Waste Management، اعلام شد که تتو دیگر یک پروژهٔ تمام وقت نخواهد بود و جولیا و لنا هردو بر روی فعالیت‌های تک نفرهٔ خود کار خواهند کرد. جولیا در این سال بر روی آلبومش در لس آنجلس و مسکو کار می‌کرد و این را بیان کرد که می‌خواهد سبک جدیدی به نام "Sex Rock" یا Electronic Rock"" را معرفی کند. همچین توضیح داد "من نمیخوام از سبک t.A.T.u. به R&B برم، من rock رو دوست دارم. فقط قراره کمی سکسی و الکتریک باشه، اما قرار نیست من همه اسرار رو الان بیان کنم."
بعداً توسط هواداران اعلام شد که او با هنرمند آمریکایی Lady Gaga برای آلبومش یک قطعهٔ دو نفره ضبط کرده. آهنگ "Let's Just Disappear" نام داشت. هواداران به خاطر آهنگ بسیار گیج شدند، زیرا بیان شد که آهنگ در اصل برای "باستین ون شیلدز" می‌باشد، نه جولیا و نه بانو گاگا. در ۲۰ مارس ۲۰۱۰ وقتی از او در مورد آهنگ با بانو گاگا سؤال شد او توضیح داد "من همچین قطعهٔ دونفره‌ای رو ضبط نکردم. صدا شبیه اما مال من نیست. من اصلاً قطعه‌ای با بانو گاگا نخوندم". او همچنین در مصاحبه اعلام کرد که نیمی از آلبوم ضبط شده و کاملاً آماده است. از جولیا در مورد تور گذاشتن سؤال شد و او توضیح داد"دارم تلاش می‌کنم یک تور در کل دنیا انجام بدم. نمایش‌های زنده هم با t.A.T.u. به کل متفاوت خواهد بود. من خودم تنها، یک نمای زیبا با نمایشگرای بزرگ، هر کدومشون یک فیلم کوتاه خواهند داشت. من می خوام که هوادارا توی اونها باشن، میخوام به اونا کمک کنم که احساس کنن قسمتی از چیزی هستن و قسمتی از نمایش من باشن و ببینم که اونها با من به اطراف دنیا مسافرت می کنن." در ۱۷ ژانویهٔ ۲۰۱۱ جولیا تکه‌ای از اولین تک آنگش به نام "Woman All The Way Down" را منتشر کرد. بعدها به صورت جهانی برای دانلود منتشر خواهد شد. این اولین تک‌آهنگ یک نفرهٔ او از ۲۰۰۸ می‌باشد. در مصاحبه‌ای که با او شد در مورد موسیقی اش از او سؤال شد و او پاسخ داد که او شعری نمی‌نویسد، فقط قطعات انگلیسی را ضبط می‌کند (البته آهنگ‌ها ی روسی هم در برنامه قرار دارند) و آلبوم قرار است به صورت جهانی منتشر شود. شایعه‌هایی در مورد آلبوم جولیا وجود داشته، اول این که جولیا ۴ آهنگ را در ۲۰۱۰ ضبط کرده، دو اینکه اولین تک‌آهنگ تصیری او در چهار ماه اول یا دوم سال منتشر خواهد شد. سوم اینکه مدیر و تهیه‌کنندهٔ او، دیوید جانک تماسهایی در مورد نقشه‌های تک نفرهٔ جولیا گرفته است. بعدها این شایعه پخش شد که او با احتمالاً با گروه Universal Music Russia، لیبلِ ضبطِ سابق t.A.T.u. قرارداد خواهد بست، ام هیچ اطلاعاتی داده نشد. مشخص شد که او با جانا رادکْوسکی و گروه تولیدش کار می‌کند. اما آن‌ها کارهای او را تولید نمی‌کنند. به علاوه این هم اعلام شد که او با Sony BMG قرارداد بسته است.

## فیلم
ولکوا در اولین فیلمش در کنار لنا کاتینا و یک هنرپیشه بریتانیایی به نام میشا بارتون در فیلم تو و من بازی کرد که داستان دو دختر جوان است که همدیگر را در کنسرت t.A.T.u. در مسکو ملاقات می‌کنند و عاشق یکدیگر می‌شوند. فیلم بر اساس یک رمان به نام «بازگشت تتو» ساخته شد که برگرفته از حوادثی واقعی بود.